# Helvio Soto
Helvio Ricarte Soto Soto (Santiago, 21 de febrero de 1930-Santiago, 29 de noviembre de 2001) fue un cineasta chileno, considerado uno de los más importantes de mediados de los años 1960 y 1970. Fue padre además del destacado periodista nacional Ricarte Soto.

## Primeros años de vida
Hijo de Luis Soto y de Leonita Soto, realizó estudios de leyes, carrera que nunca ejerció. Muy joven, y oyendo el llamado de las comunicaciones, emigró de Chile logrando algunos cargos de asistente en películas filmadas en Argentina y trabajando en radio en Ecuador. Escribió algunos libros como Semana a semana, que tuvo regular éxito de críticas.

## Vida artística
Para cuando vuelve a Chile, el cine comienza a presentar un auge nunca antes visto: el ingreso de las cámaras de 16 mm más las concepciones sociopolíticas otorgan un aire renovador al cine efectuado no solo en esta parte, sino en Latinoamérica. Su primera película, influenciada por el neorrealismo y su concepción social, se titula Yo tenía un camarada y logra realizarla gracias al apoyo de Cine Experimental de la Universidad de Chile en 1964.
Cine Experimental aúna en aquellos años a los realizadores jóvenes que, en una actitud vanguardista y desenfadada, comienzan a filmar la realidad como nunca antes había aparecido en una pantalla. Pedro Chaskel en el montaje, Héctor Ríos en la Fotografía y Gustavo Becerra en la música terminarían por ser la columna vertebral de un grupo de cineastas clave del periodo, y desde donde salieron las primeras películas de Raúl Ruiz, Miguel Littín, Álvaro Ramírez, Carlos Flores Espinoza, Leonardo Céspedes y una amplia gama de documentalistas que pasarían a la historia como los forjadores del Nuevo Cine Chileno.
Tras sus primeros cortometrajes, Helvio Soto realiza Lunes 1° Domingo 7, su primer largometraje, con fotografía de Fernando Bellet. Después de este ejercicio filma la que sería su película más recordada y polémica, Caliche sangriento. Censurada por el gobierno de Eduardo Frei Montalva ante las presiones de los militares, pudo ver la luz tras un acuerdo que comprometía la eliminación de unos carteles que herían la suceptibilidad de aquellos años. La película gozó de una amplia difusión por tal motivo, pero una vez exhibida, poco y nada se dijo en la prensa.
Asumido Salvador Allende en 1970, Helvio Soto es llamado a encargarse de labores administrativas en la Televisión Nacional de Chile, lugar en donde ejercía paralelamente su labor como director de algunas series de televisión. Recién en 1971 puede realizar su siguiente largometraje Voto + fusil, una mirada crítica sobre la historia de Chile que fue recibida de manera irregular. Posteriormente filma un largometraje que mezcla ficción y documental y que nunca sería exhibido en Chile ya que cae un Golpe de Estado que corta abruptamente los procesos democráticos desarrollados hasta el momento. Metamorfosis del jefe de la policía política, aquel largometraje que se aprestaba a estrenar, debe exhibirse en Europa, con una tibia recepción dado que se trata de una crítica a las divisiones de la izquierda en aquel periodo.
Su primera película “europea” es quizá el gran éxito de su carrera. Llueve sobre Santiago retrata los días del Golpe de Estado, la tortura, los secuestros y las desapariciones, fue aclamada en Europa, Asia y Norteamérica, pero prohibida por la dictadura civil y militar chilena. Helvio Soto sufre el exilio en lejanas tierras y no volvería a Chile sino hasta los noventa, donde dedica todas sus energías a formar a las nuevas generaciones de cineastas.
Sus últimos días los destina a sus clases, dictando verdaderas cátedras, en donde el compromiso por el arte era fundamental para entender el cine como un elemento expresivo más que comercial.

## Filmografía

### Cine
- Yo tenía un camarada (1964)
- El Analfabeto (1965)
- Ana (1) (1965)
- El ABC del amor (1966)
- Érase un niño, un guerrillero, un caballo... (1967)
- Lunes 1°, domingo 7 (1968)
- Caliche sangriento (1969)
- Voto + fusil (1971)
- Metamorfosis del jefe de la policía política (1973)
- Llueve sobre Santiago (1975)
- La triple muerte del tercer personaje (1979)
- Americonga: Mon ami Washington (1986)

### Televisión
- Amalia (1967)
- El socio (1968)
- El loco Estero
- Santiago City (1997)